# 曾山站
曾山站（韓語：증산역）是位于朝鮮民主主義人民共和國咸鏡南道利原郡曾山里的一個鐵路車站，屬於平羅線與利原线。

## 邻近车站
平羅線
羅興站 - 曾山站 - 盐盆站
利原线
羅興站 - 曾山站 - 遮湖站